# Símbols de la reialesa romanesa
Els símbols de la reialesa romanesa consisteixen en els cinc símbols de l'autoritat suprema: la Corona Reial, la maça cerimonial (la batuta del mariscal), el mantell reial, l'estendard reial i el monograma reial.

## Història dels símbols
La Corona Reial, com a símbol del poder, es pot trobar als territoris romanesos des dels temps dels governants (en romanès: Domnitor), com a insígnia principal del poder suprem. Les corones descrites en diferents representacions, que es poden veure en l'actualitat (com ara pintures, retrats, escultures), no són reals, essent el motiu pel qual les formes de les corones d'una varietat tan àmplia. La corona tenia el paper de simbolitzar la sobirania.
A les pintures realitzades amb ocasions dels nombrosos fonaments, en algunes monedes o pedres sepulcrals, es representen (quasi sempre) els Domnitori valacs i moldaus que porten una corona daurada. Aquesta corona sol ser una corona principal oberta, formada per tres o cinc ornaments en forma de flors o fulles (en romanès: fleuroane) als segles XIV i XV, les corones del Domnitor romanès són similars a les corones heràldiques, en els darrers segles esdevenint més grans i decorades. En el període Fanariote, els Fanariotes rarament es representen amb una corona al cap, esculpits o retratats a la "cerimònia de coronació" (en romanès: ceremonia înscăunării - és a dir, el cerimonial de seure al Tron) amb el genísser o amb un barret especial, d'origen turc (en turc: işlic; en romanès: işlic) en altres ocasions solemnes. A les representacions del segle xix la corona es posa sobre un coixí o taula a la proximitat de la imatge del governant.
Altres signes de poder són la maça i l'espasa. Aquests símbols es poden trobar a les monedes, segells, escut i estàndards d’aquella època. La maça i l'espasa o shamshir eren els símbols principals fins a Alexandru Ioan Cuza. En alguns casos, els governants es representen amb símbols diferents. Dimitrie Cantemir n'és un, essent representat amb una batuta curta, similar a la batuta del mariscal.
La primera representació d’un Domnitor romanès amb els símbols d’autoritat apareix a les monedes de Mircea el Vell. Va ser representat amb una corona principal oberta i vestit amb un mantell (llarg fins als turmells) amb coll d'ermini. A la mà dreta el Domnitor tenia una maça (de vegades una espasa), i a la mà esquerra un globus cruciger. Els governants que el seguien, tant valacs com moldaus, portaven un mantell similar, anomenat en romanès: caftan. Els fanariotes duien un mantell anomenat en romanès: cabaniţa ienicerilor. Els governants romanesos del segle xix reintrodueixen el mantell com a símbol d'autoritat, però, a diferència del vestit cerimonial de Mircea el Vell, aquests tenien una llarga cua.
Els monogrames reials utilitzats pel Domnitori estaven formats per les seves inicials. Els rètols s’imprimien en segells petits i en altres objectes. Després de 1834, els monogrames apareixen principalment a les banderes (les banderes de batalla / guerra).